# Achrioptera maroloko
Achrioptera maroloko – gatunek straszyka z rodziny Phasmatidae. Żyje na Madagaskarze, wyróżnia się żółtą barwą tułowia i czarnymi skrzydłami z białymi plamkami; osiąga 23,2 cm (samce), co czyni go największym owadem Madagaskaru. Opisany w 2019 r. i wyodrębniony na podstawie badań genetycznych, wcześniej uważany za odmianę Achrioptera spinosissima.